# Mifi
Pour l’article ayant un titre homophone, voir MIFI.
La Mifi est un département du Cameroun situé dans la région de l'Ouest. Son chef-lieu est Bafoussam.

## Arrondissements
Le département compte 3 arrondissements :
- Bafoussam Ier
- Bafoussam IIe
- Bafoussam IIIe

## Communes
Le département est découpé en 3 communes :
| COG    | Communes      | Chef-lieu | Superficie (km²) | Population (2005) |
| ------ | ------------- | --------- | ---------------- | ----------------- |
| OU0101 | Bafoussam I   | Bafoussam | 141              | 98 339            |
| OU0102 | Bafoussam II  | Baleng    | 179              | 121 282           |
| OU0103 | Bafoussam III | Bamougoum | 90,6             | 81 835            |

## Chefferies traditionnelles
Plusieurs Chefferies sont réputées comme celle de Bafoussam (avec son musée royal et son marché d'artisanat) et celle de Bamougoum.
Le département compte une chefferie traditionnelle de 1er degré, 4 chefferies de 2e degré et 166 chefferies de 3e degré.
La chefferie de premier degré est :
- Chefferie Bamougoum, commune de Bafoussam III.

Les 4 chefferies de 2e degré sont : Bafoussam, Baleng, Bapi et Bandeng.

## Population
En 1967, l'aire de l'actuel département correspond à l'arrondissement de Bafoussam, il compte 81 408 habitants. La population du département de la Mifi dont le territoire se confond avec la communauté urbaine de Bafoussam, est située à 79,4 % en zone urbaine. 
| 1967   | 1987    | 2001    | 2005    | 2008    |
| ------ | ------- | ------- | ------- | ------- |
| 81 408 | 202 193 | 290 758 | 301 456 | 347 517 |

## Histoire
Lors de la mise en place de l'administration du mandat français en 1916, l'actuelle aire départementale de la Mifi fait partie de l'une des neuf circonscriptions divisant le Cameroun français: la circonscription de Baré-Foumban-Nkongsamba, cette circonscription voit son siège installé à Dschang en septembre 1920. La subdivision de Bafoussam est instaurée en mai 1931 dans la circonscription de Dschang,. En 1939, la région du Noun, est divisée entre région du Noun (chef-lieu : Foumban) et région Bamiléké (chef-lieu : Dschang). Avant l'indépendance la région Bamiléké prend le nom de département en 1959, elle compte quatre subdivisions: Bafoussam, Bangangté, Dschang et Bafang.
La subdivision de Bafoussam devient à son tour, département par la loi n° 60/70 du 30 novembre 1960 par démembrement de la région de Dschang (ex région Bamiléké) en cinq départements : Bafoussam, la Ménoua, le Ndé, le Haut-Nkam et Mbouda. Le département de Bafoussam, reçut ensuite le 3 février 1961 (décret n°61-8) le nom de département Mifi. Progressivement l'usage le transformera en département de la Mifi.
L'ancien département de la Mifi est divisé trois départements en octobre 1992, Mifi, Koung-Khi et Hauts-Plateaux. Le nouveau département de la Mifi compte alors trois arrondissements : Bafoussam, Bamougoum et Baleng et a pour chef-lieu  Bafoussam.

### Sources
- Décret n°2007/115 du 13 avril 2007 et décret n°2007/117 du 24 avril 2007